# Kardinalska imenovanja pape Benedikta XIV.
Papa Benedikt XIV. za vrijeme svoga pontifikata (1740. – 1758.) održao je 7 konzistorija na kojima je imenovao ukupno 64 kardinala.

## Konzistorij 9. rujna 1743. (I.)
1. Johann Theodor Bavarski, biskup Liegea[a]
2. Joaquín Fernández de Portocarrero, antiohijski naslovni patrijarh
3. Camillo Paolucci, ikonijski naslovni nadbiskup, nuncij u Austriji
4. Raffcle Cosimo de' Girolami, damietanski naslovni nadbiskup, tajnik Svete kongregacije za biskupe i redovnike
5. Carlo Alberto Guidobono Cavalchini, filipski naslovni nadbiskup, tajnik Svete kongregacije Tridentskoga sabora
6. Giovanni Battista Barni, edeski naslovni nadbiskup
7. Giacomo Oddi, laodicejski naslovni nadbiskup
8. Federico Marcello Lante, petranski naslovni nadbiskup, predsjednik Urbina
9. Marcello Crescenzi, nazijanski naslovni nadbiskup
10. Giorgio Doria, kalcedonijski naslovni nadbiskup
11. Francesco Landi, beneventanski nadbiskup
12. Giuseppe Pozzobonelli, milanski nadbiskup
13. Francesco Ricci, rimski guverner i vice-kamerlengo Svete Rimske Crkve
14. Antonio Maria Ruffo, glavni saslušatelj Apostolske komore
15. Mario Bolognetti, glavni blagajnik Apostolske komore
16. Girolamo Colonna di Sciarra, apostolski protonotar, prefekt Apostolske palače
17. Prospero Colonna di Sciarra, apostolski protonotar, meštar Papinske komore
18. Carlo Leopoldo Calcagnini, dekan saslušatelja Svete rimske rote
19. Alessandro Tanara, saslušatelj Svete Rimske rote
20. Filippo Maria de Monti, tajnik Svete kongregacije za širenje vjere
21. Girolamo Bardi, tajnik Svete kongregacije konzulte
22. Luigi Maria Lucini, O.P., povjerenik Vrhovne svete kongregacije rimske i opće inkvizicije
23. Fortunato Tamburini, O.S.B.Cas., opat samostana sv. Pavla izvan zidina, Rim
24. Gioacchino Bessozzi, O.Cist., opat samostana sv. Križa Jeruzalemskoga, Rim
25. Domenico Orsini d'Aragona, pra-nećak pape Benedikta XIII.

Papa je imenovao i pridržao in pectore dva kardinala u ovom konzistoriju; U konzistoriju od 26. studenoga 1753 objavio je da su dvojica kardinala umrli, a da njihova imena nisu bila objavljena.

## Konzistorij 10. travnja 1747. (II.)
1. Álvaro de Mendoza, zapadnoindijski patrijarh, Španjolska
2. Daniele Delfino, akvilejski patrijarh
3. Raniero Felice Simonetti, nikozijski naslovni nadbiskup
4. Frédéric-Jérôme de la Rochefoucauld de Roye, nadbiskup Bourgesa, Francuska
5. François-Armand-Auguste de Rohan-Soubise-Ventadour, ptolemaidski naslovni biskup, strasburški koadjutor s prvom nasljedstva, Francuska
6. Ferdinand Julius von Troyer, olomučki biskup, Moravska
7. Giovanni Battista Mesmer, glavni blagajnik Apostolske komore
8. José Manoel da Câmara, primarius principalis lisabonske katedrale, Portugal
9. Gian Francesco Albani, klerik Apostolske komore
10. Mario Millini, dekan Svete Rimske rote
11. Carlo Vittorio Amedeo delle Lanze, razdjelitelj milostinje i pro-kapelan na dvoru kralja Karla Emanuela III. Sardinskoga

## Konzistorij 3. srpnja 1747. (III.)
1. Henrik Benedikt Stuart od Yorka

## Konzistorij 26. studenoga 1753. (IV.)
1. Giuseppe Maria Feroni, damaščanski naslovni nadbiskup, tajnik Svete kongregacije za biskupe i redovnike
2. Fabrizio Serbelloni, petranski naslovni nadbiskup
3. Giovanni Francesco Stoppani, korintski naslovni nadbiskup, predsjednik Urbina
4. Luca Melchiore Tempi, nikomedijski naslovni nadbiskup
5. Carlo Francesco Durini, nadbiskup-biskup Pavije i Amaseje
6. Enrico Enriquez, nazijanski naslovni nadbiskup
7. Cosimo Imperiali, rimski guverner i vice-kamerlengo Svete Rimske Crkve
8. Vincenzo Malvezzi, meštar komore Njegove Svetosti
9. Luigi Mattei, saslušatelj Svete Rimske rote
10. Giovanni Giacomo Millo, bilježnik Njegove Svetosti
11. Clemente Argenvilliers, saslušatelj Svetosti
12. Antonio Andrea Galli, Can. Reg. Lat., generalni opat svoje kongregacije
13. Flavio Chigi, mlađi, glavni saslušatelj Apostolske komore
14. Giovanni Francesco Banchieri, glavni blagajnik Apostolske komore
15. Giuseppe Livizzani, tajnik Memoriali
16. Luigi Maria Torrigiani, tajnik Svete kongregacije konzulte

## Konzistorij 22. travnja 1754. (V.)
1. Antonino Sersale, napuljski nadbiskup

## Konzistorij 18. prosinca 1754. (VI.)
1. Luis Antonio Fernández de Córdoba, dekan prvostolne katedrale u Toledu, Španjolska

## Konzistorij 5. travnja 1756. (VII.)
1. Nicolas de Saulx-Tavannes, ruanski nadbiskup, Francuska
2. Alberico Archinto, nicejski naslovni nadbiskup
3. Giovanni Battista Rovero, torinski nadbiskup
4. Francisco de Solís Folch de Cardona, seviljski nadbiskup, Španjolska
5. Johannes Joseph von Trautson, bečki nadbiskup, Austria
6. Paul d'Albert de Luynes, senski nadbiskup, Francuska
7. Étienne-René Potier de Gesvres, biskup Beauvaisa, Francuska
8. Franz Konrad Kasimir Ignaz von Rodt, bishop Konstanza
9. Francisco de Saldanha da Gama, primarius principalis lisabonske katedrale, Portugal